# Régis Raymond
Régis Raymond est un athlète français, né à Montbard le 20 octobre 1971, adepte de la course d'ultrafond et champion de France des 100 km en 2010. Il détient également un titre de champion d'Europe des 100 km par équipes en 2010.

## Biographie
Régis Raymond devient champion de France aux 100 km de Vendée en 2010,,. Il détient également un titre de champion d'Europe des 100 km par équipes à Gibraltar en 2010.

## Records personnels
Statistiques de Régis Raymond d'après la Fédération française d'athlétisme (FFA) :
- 5 000 m : 15 min 4 s 98 en 2005
- 10 km route : 31 min 30 s en 2000
- Semi-marathon : 1 h 9 min 49 s en 2001
- Marathon : 2 h 25 min 9 s au marathon de Paris en 2005[6]
- 100 km route : 6 h 49 min 22 s aux championnats de France des 100 km de Vendée en 2010[7]